# C/2011 W3 (Lovejoy)
C/2011 W3 (Lovejoy) é um cometa periódico, classificado como um cometa rasante Kreutz. Ele foi descoberto em novembro de 2011 pelo astrônomo amador Terry Lovejoy. O periélio do cometa levou-o através da coroa do Sol em 16 de dezembro de 2011, após o que ele emergiu intacto e prosseguiu em sua órbita em direção ao sistema solar exterior.

## Descoberta
O cometa Lovejoy foi descoberto em 27 de novembro de 2011 pelo australiano Terry Lovejoy em Thornlands, Queensland, durante uma busca de cometas usando um telescópio Schmidt-Cassegrain de 20 cm (7,9 pol) e uma câmera QHY9 CCD. Ele reportou um "objeto borrado movendo-se rapidamente" com magnitude 13, e fez observações adicionais nas noites seguintes.
A confirmação independente do cometa só aconteceu em 1º de dezembro, quando ele foi observado por Alan Gilmore e Pamela Kilmartin no Observatório Universitário Mount John, na Nova Zelândia, usando o seu telescópio McLellan de 100 cm (39 polegadas). Com a confirmação, um registro oficial foi feito no Central Bureau for Astronomical Telegrams, e a existência do cometa foi anunciada pelo Minor Planet Center em 2 de dezembro.  Este foi o primeiro cometa do grupo Kreutz em 40 anos a ser descoberto por observação em terra.

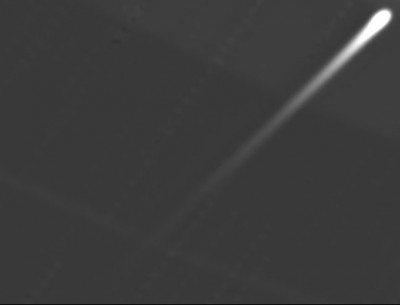
O cometa Lovejoy antes do periélio.

## Observações
Os primeiros elementos orbitais, considerando uma trajetória parabólica, foram publicados por Gareth Williams, do Minor Planet Center, em 2 de dezembro, com um periélio estimado de 0,0059 UA ocorrendo perto da meia-noite UTC de 15-16 de dezembro. Refinamentos adicionais foram publicados nos dias subsequentes, inclusive um em 5 de dezembro, estimando o periélio em 0,0056 UA pouco antes da meia-noite de 15 de dezembro. Em 11 de dezembro a primeira órbita elíptica foi publicada, estimando o periélio em 0,0055 UA pouco depois da meia-noite, em 16 de dezembro.
No espaço, o cometa ficou primeiro visível para a nave STEREO-A em 3 de dezembro, e para a SOHO em 14 de dezembro. À medida que o cometa se aproximava do Sol, ele se tornou o objeto de campanhas de observação por dezoito instrumentos em seis satélites: STEREO-A e B, SOHO, SDO, Hinode e PROBA2.
Um pequeno cometa companheiro foi detectado em imagens da SOHO em 14 de dezembro por Zhijian Xu, e mais tarde localizado pelas naves gêmeas STEREO. Acredita-se que seja um fragmento do cometa Lovejoy, que se teria quebrado há algumas décadas. Esta descoberta não era inesperada, uma vez que cometas do grupo Kreutz são frequentemente encontrados com companheiros menores.
Quando mais brilhante, o cometa Lovejoy tinha uma magnitude aparente entre -3 e -4, o que é quase tão brilhante quanto o planeta Vênus. Ele é o mais brilhante cometa rasante já observado pela SOHO, e é o cometa mais brilhante a aparecer desde o cometa McNaught de 2007, que brilhava a uma magnitude visual de -5,5. Entretanto, o Lovejoy ficou praticamente invisível a olho nu durante o seu brilho máximo, em virtude da sua proximidade do Sol.

## Periélio

Sequência pela STEREO-A do cometa Lovejoy aproximando-se do Sol

O cometa Lovejoy atingiu o periélio em 16 de dezembro de 2011, à 00:17 UTC, passando a aproximadamente 140 mil quilômetros acima da superfície do Sol. Não se esperava que ele sobrevivesse ao encontro, devido às condições extremas na coroa, tais como temperaturas atingindo mais de um milhão de graus Kelvin, e um tempo de exposição de quase uma hora. Entretanto, o Solar Dynamics Observatory (SDO), bem como outras naves de monitoração do Sol, observou o cometa emergir intacto da coroa. As naves STERO e SOHO continuaram a observar o cometa enquanto ele se afastava do Sol.
Na noite de 20 de dezembro, imagens liberadas por J. Cerny indicaram que o cometa estava passando por mudanças drásticas. As fotos, tiradas através de telescópio FRAM, sugeriam que “o núcleo tinha aparentemente tomado uma forma de barra e era acompanhado por uma cauda brihante”.
Antes do periélio, o núcleo do cometa Lovejoy foi estimado entre 100 e 200 metros de diâmetro. Como ele sobreviveu ao periélio, acredita-se que o núcleo tenha sido maior, talvez mais do que 500 metros. Acredita-se que, durante a passagem pela coroa, uma significativa fração da massa do cometa tenha se queimado.

## Voo de afastamento

A sonda SDO testemunha o cometa Lovejoy sobreviver à coroa do Sol.

A primeira observação baseada em terra do cometa Lovejoy após o periélio ocorreu em 16 de dezembro às 19:55 UTC, quando ele foi visto por Rick Baldridge e Brian Day, no Observatório Foothill, na Califórnia. Baldridge estimou a magnitude do cometa em -1. O descobridor do cometa, Terry Lovejoy, fez um par de observações em 17 de dezembro à 01:12 e 20:24 UTC, com magnitudes aparentes estimadas em -1,2 e -0,8, respectivamente.
Imagens tomadas em 20 de dezembro por volta de 08:00 UTC sugeriram que o cometa teria passado por mudanças significativas. Tiradas pelo astrônomo tcheco Jakub Černý usando o telescópio robótico FRAM no Observatório Pierre Auger, as imagens indicaram que “o núcleo tinha aparentemente tomado forma de barra e era acompanhado por um raio de cauda brilhante”.
No hemisfério sul, o cometa Lovejoy se tornou visível a olho nu em torno de 21-22 de dezembro, quando o astronauta Dan Burbank o fotografou a bordo da Estação Espacial Internacional. Até 22 de dezembro, ele tinha enfraquecido para aproximadamente a 4ª magnitude, e os fotógrafos do hemisfério sul continuaram a capturar imagens. Embora o cometa tenha continuado visível para observadores até o início de 2012, grandes telescópios foram requeridos para vê-lo quando ele cruzou o hemisfério norte em fevereiro.
Suspeitou-se que, após o periélio, o stress induzido pela aproximação do Sol poderia resultar na desintegração do cometa. As suspeitas foram reforçadas pela impossibilidade de localizar um núcleo distinto através da cauda, mais visível. Usando dados do Observatório Pierre Auger, Zdeněk Sekanina e Paul Chodas determinaram que, apesar de ter sobrevivido ao periélio por vários dias, o núcleo passou por uma significativa explosão de pó em 19 de dezembro e, no dia seguinte, desapareceu completamente após um evento de “fragmentação cataclísmica”.
Caso alguma porção do núcleo tenha sobrevivido, a excentricidade e inclinação do Lovejoy evitam perturbações significativas por planetas, deixando a possibilidade de que ele retorne para outro periélio. Usando uma solução da época 2050, estima-se que o cometa tenha uma órbita de 622 anos, com o que o retorno ao periélio seria em torno do ano 2633.

## Possível história de fragmentação
Uma órbita elíptica calculada por Sekanina e Chodas em 2012 indica que o cometa Lovejoy é um fragmento de um cometa rasante não registrado que atingiu o periélio em torno de 1329. A história de fragmentação sugerida por esses autores indica que um rasante-pai – possivelmente o cometa observado no ano 467 d.C. – dividiu-se próximo ao Sol devido às forças de maré durante a sua passagem. O fragmento principal retornou como o Grande Cometa de 1106 e um fragmento secundário, com um período orbital maior, retornou em torno de 1329. Este secundário também se dividiu no periélio e o seu fragmento principal retornará por volta de 2200, possivelmente como um aglomerado de fragmentos. Um fragmento secundário desse evento partiu em um período mais curto, que teoricamente o traria de volta para o interior do Sistema Solar nos primeiros anos do século XXI. Entretanto, em algum ponto depois do periélio, este fragmento secundário se quebrou devido a forças que não a de maré, e um dos fragmentos resultantes se tornou o cometa Lovejoy. Outros fragmentos similares podem existir e retornar como cometas rasantes no futuro próximo.